# Jean Bruce
Jean Bruce (pseudonimo di Jean Brochet) (Aillières-Beauvoir, 22 marzo 1921 – Luzarches, 26 marzo 1963) è stato uno scrittore francese.
Usò anche gli pseudonimi Jean Alexandre, Jean Alexandre Brochet, Jean-Martin Rouan e Joyce Lindsay.

## Biografia
Divenuto scrittore dopo aver intrapreso numerose attività è conosciuto principalmente per aver scritto le avventure dell'agente segreto Hubert Bonisseur de La Bath ovvero OS 117.
Il primo racconto della serie risale al 1949, ad esso ne seguirono altri ottantasei fino alla tragica fine dell'autore a causa di un incidente automobilistico.
La serie venne ripresa dalla moglie Josette Bruce che dal 1963 al 1996, anno della sua morte, ne pubblico altri 143.
Successivamente altri ventiquattro volumi sono stati pubblicati dai figli François e Martine Bruce.
A partire dal 1957 e soprattutto negli anni sessanta numerosi racconti su OS 117 sono stati adattati per la realizzazione di film. Nei film l'agente è stato rinominato OSS 117.
Numerosi suoi romanzi sono stati pubblicati in Italia nella collana Segretissimo edita dalla Arnoldo Mondadori Editore.